# Margaritis Schinas

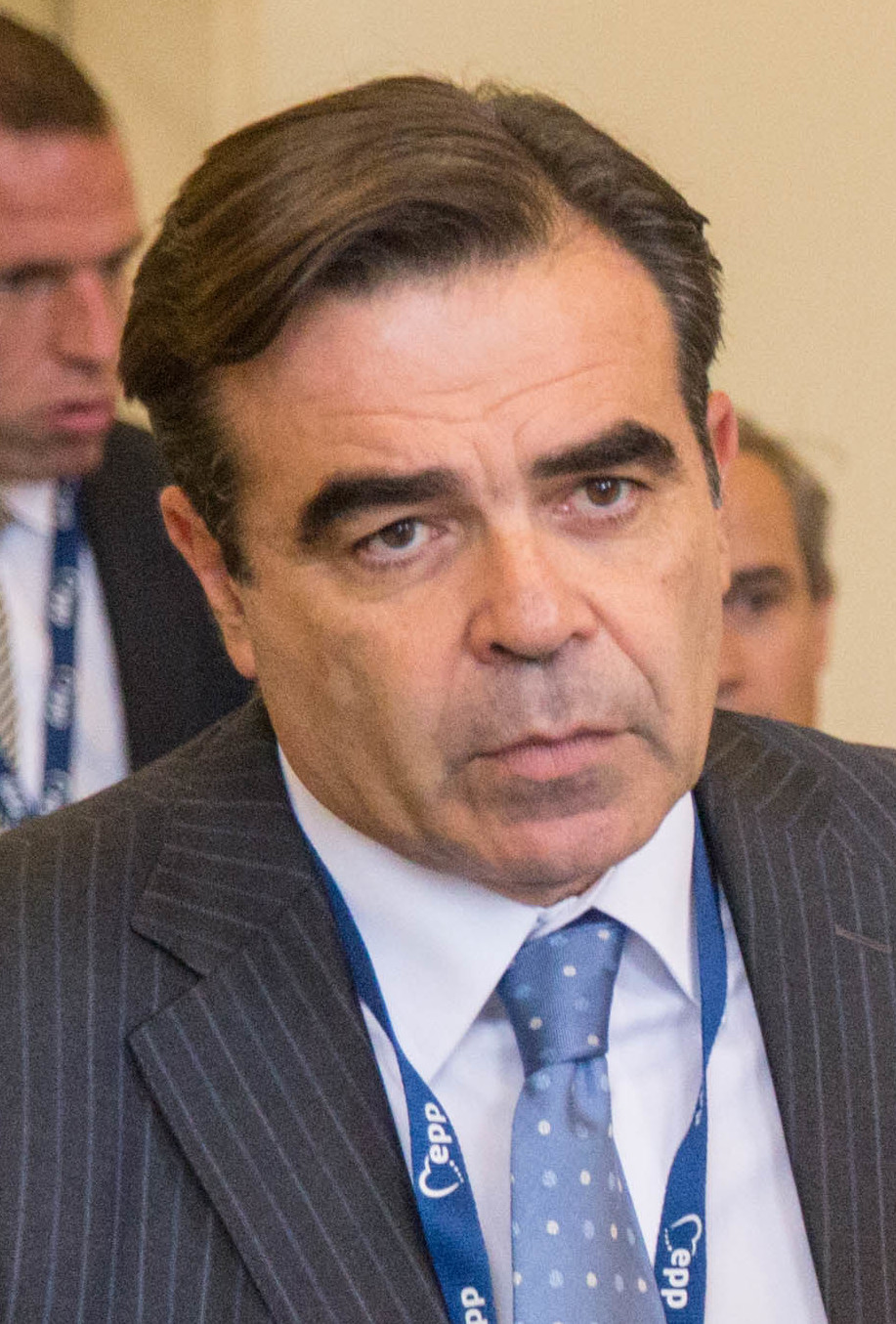
Margaritis Schinas (2016)

Margaritis Schinas (griechisch Μαργαρίτης Σχοινάς; * 28. Juli 1962 in Thessaloniki) ist ein griechischer Politiker der Partei Nea Dimokratia (ND). Von 2007 bis 2009 war er Mitglied des Europäischen Parlaments in der Fraktion der Europäischen Volkspartei (Christdemokraten) und europäischer Demokraten. Von 2014 bis 2019 war er Chefsprecher der EU-Kommission. Von 2019 bis 2024 war er Vizepräsident der EU-Kommission und als Kommissar für die Förderung des europäischen Lebensstils zuständig für Migration, Gleichheit und Diversität.

## Leben
Margaritis Schinas erwarb 1985 einen Bachelor of Laws (LLB) an der Universität Thessaloniki, 1986 erhielt er ein Diplom in Advanced European Studies (D.A.E.S) am College of Europe in Brügge. 1987 erwarb er einen Master of Science in Public Administration and Policy an der London School of Economics.
Seit 1990 ist er für die Europäische Kommission in verschiedenen Bereichen tätig. So war er beispielsweise von 1993/94 Kabinettsmitglied unter den EU-Kommissaren Abel Matutes und Marcelino Oreja Aguirre. Während der Kommission Prodi war er von 1999 bis 2004 stellvertretender Kabinettschef von Vizepräsidentin Loyola de Palacio, von Juni 2004 bis September 2007 war er Kabinettschef von EU-Kommissar Márkos Kyprianoú.
In der 6. Wahlperiode des Europäischen Parlamentes war er vom 1. Oktober 2007 als Nachrücker für Andonis Samaras bis zum 13. Juli 2009 volles Mitglied im Haushaltsausschuss und der Delegation im Gemischten Parlamentarischen Ausschuss EU-Türkei sowie stellvertretendes Mitglied im Ausschuss für Wirtschaft und Währung für die Nea Dimokratia (ND) in der Fraktion der Europäischen Volkspartei (Christdemokraten) und europäischer Demokraten. Anschließend kehrte er zur EU-Kommission zurück. Von 2010 bis 2013 war er stellvertretender Leiter des Bureau of European Policy Advisers (BEPA), dem Beratergremium für europäische Politik.
Seit November 2014 ist er Chefsprecher der EU-Kommission. Im Dezember 2015 wurde er stellvertretender Generaldirektor der Generaldirektion Kommunikation. Von der griechischen Regierung wurde er im Juli 2019 als EU-Kommissar der Kommission von der Leyen I nominiert. Er war ab Dezember 2019 Kommissar für die Förderung des europäischen Lebensstils und für Asyl- und Migrationsfragen zuständig. Ihm zugeordnet war Katharina von Schnurbein, Koordinatorin der Europäischen Kommission zur Bekämpfung von Antisemitismus. Schinas bekam auch den Auftrag, den Dialog mit Kirchen und Religionsgemeinschaften zu koordinieren. Unterstützt wird von Schnurbein von einem neu eingesetzten Team, welches sich ausschließlich um die Thematik „Bekämpfung von Antisemitismus“ kümmert.
Im EU-Korruptionsskandal 2022 weigerte sich die Präsidentin der Europäischen Kommission, Ursula von der Leyen, zunächst, Fragen zu den Beziehungen von Schinas zu Katar zu beantworten. Schinas selbst weise Verbindungen zu Katar-Korruption zurück. Transparency International EU-Direktor, Michiel van Hulten, forderte die zügige Veröffentlichung zurückgehaltener Vorschlägen zur Bildung eines unabhängigen EU-Ethikgremiums.
Nach dem Rücktritt von EU-Kommissarin Mariya Gabriel übernahm er von Mai bis September 2023 vorübergehend gemeinsam mit Margrethe Vestager deren Ressorts. Seine Amtszeit als EU-Kommissar endete am 30. November 2024.